# Ryszard Michalski (dziennikarz)
Ryszard Henryk Michalski (ur. 9 grudnia 1929, zm. 2 lipca 2016) – polski dziennikarz radiowy oraz publicysta.

## Życiorys
Pochodził z Włodawy nad Bugiem. Był absolwentem Wydziału Prawa Katolickiego Uniwersytetu Lubelskiego z 1952 i w tym samym roku debiutował jako publicysta na łamach tygodnika „Dziś i Jutro”. W 1955 został redaktorem literackim Naczelnej Redakcji Audycji dla Polonii w Programie Zagranicznym Polskiego Radia, w której pracował do 1981. Był w tym okresie autorem kilkunastu tysięcy audycji literackich, teatralnych i historycznych. Z Polskiego Radia został zwolniony w okresie stanu wojennego. W latach 1982–1989 był recenzentem literackim Tygodnika Demokratycznego. W 1989 powrócił do Polskiego Radia, w latach 1989–1993 był wicedyrektorem Programu dla Zagranicy PR, w latach 1994–1998 członkiem Rady Nadzorczej, a w latach 1990–2002 członkiem Rady Programowej Polskiego Radia SA.
W 1967 debiutował jako pisarz powieścią Najpierw żyć nagrodzoną Nagrodą ZLP oraz miesięcznika „Odra”. Od 1974 należał do Stowarzyszenia Autorów ZAiKS (Sekcja Autorów Prac Publicystycznych), był również członkiem Stowarzyszenia Dziennikarzy Polskich, a także Honorowym Kustoszem Biblioteki Uniwersyteckiej KUL. Zmarł 2 lipca 2016 i został pochowany na Cmentarzu Wojskowym na Powązkach w Warszawie (kwatera GII-2-7).

## Wybrane odznaczenia
- Krzyż Kawalerski Orderu Odrodzenia Polski[1]

## Wybrana bibliografia
- Najpierw żyć ("Ossolineum", Wrocław, 1967)